# Överborgmästare
Överborgmästare är titeln för den högsta politiska posten i större städer i flera länder.

## Engelsktalande länder
Lord Mayor är en titel som används för borgmästaren i en stor stad, med särskilt erkännande.

### Länder där titeln används
- I England, Wales och Nordirland är det en rent ceremoniell post, särskilt Lord Mayor of City of London
- I Australien är det en politisk post. Australiska städer med Lord Mayors är: Adelaide, Brisbane, Darwin, Hobart, Melbourne, Newcastle, Parramatta, Perth, Sydney och Wollongong.
- I Kanada finns staden Niagara-on-the-Lake, där titeln finns som ett erkännande av dess roll som första huvudstad i övre Kanada.
- På Irland, finns posterna Lord Mayor of Dublin och Lord Mayor of Cork fortfarande och är symboliska titlar som i Storbritannien.
- I Skottland är det också en rent ceremoniell post, men med en olik titel: Lord Provost. Skotska städer med Lord Provosts är Edinburgh, Glasgow, Dundee och Aberdeen. Notera att en Lord Provost har en högre rang än en Lord Mayor i andra delar av Storbritannien. Är den stads lordlöjtnant, vilken tillåts stadens råd till välja sin egen representant för monarken.

## Danmark
I Danmark finns titeln Overborgmester, som är namnet på den högsta borgmästaren i Danmarks huvudstad, Köpenhamn.

## Tyskland
I Tyskland förekommer titeln  Oberbürgermeister eller Oberbürgermeisterin. I allmänhet finns i dessa städer en eller flera borgmästare som ställföreträdare för överborgmästaren. De utnämns av antingen överborgmästaren eller kommunfullmäktige (beroende på förbundslandets kommunala förvaltningslagstiftning). Ett undantag utgör stadsstaterna Berlin, Bremen och Hamburg, som utgör varsitt förbundsland, där titeln borgmästare (istället för överborgmästare) i kombination med en annan titel utnyttjas för regeringschefen. Berlins regeringschef kallas till exempel regerande borgmästare medan titeln borgmästare används av stadsdelsstyrelseordförandena för Berlins 12 stadsdelsområden, som väljs av respektive stadsdelsfullmäktige.

## Finland
I Finland får den ytterst ansvarige chefen för huvudstaden, Helsingfors, sitt förordnande av Presidenten och därmed också titeln överborgmästare (fi. ylipormestari).